# اچ‌ام‌اس هانتر (۱۸۱۲)
اچ‌ام‌اس هانتر (۱۸۱۲) (به انگلیسی: HMS Hunter (1812)) یک کشتی بود. این کشتی در سال ۱۸۱۲ ساخته شد.